# Roche volcanique

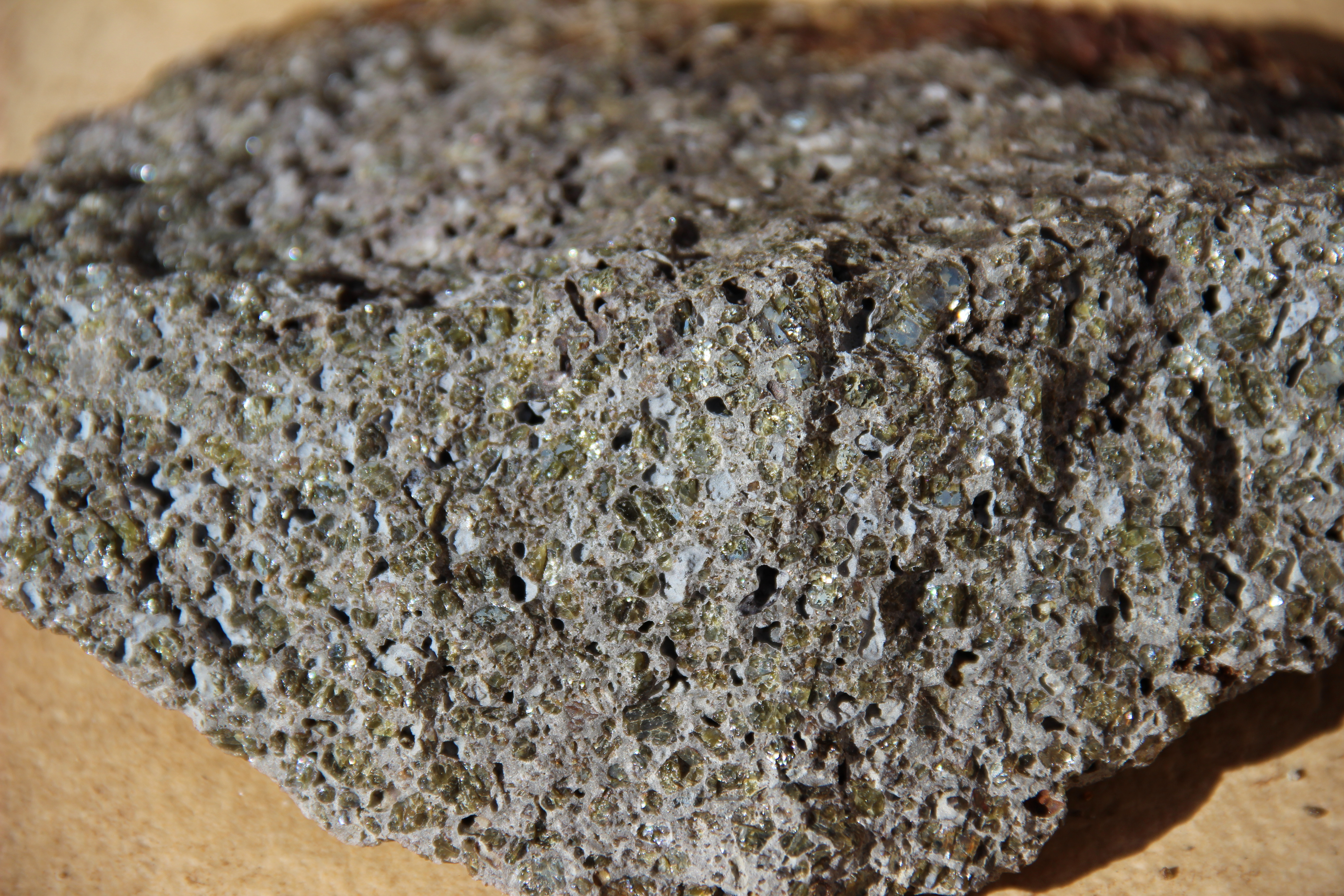
Un exemple de roche volcanique : picro-basalte du piton de la Fournaise (La Réunion, France).

Les roches volcaniques sont des roches magmatiques, résultant du refroidissement rapide d'une lave (un magma arrivé à la surface), d'où leurs autres noms de volcanites, roches extrusives, roches effusives ou roches éruptives.
Les noms des roches volcaniques sont d'origines variées. Outre ceux d'origine locale ou historique, les différents types de descriptions morphologiques, par ex. aux diverses échelles spatiales (unité géologique, affleurement, échantillon, grain, microscopie ; et les notions de texture, structure, architecture), d'études relatives à différentes propriétés physiquo-mécaniques (cohésion, compétence…), et de caractérisation relatifs aux divers composants, notamment chimiques ou minéralogiques, ont amené une profusion de dénominations, qu'il convient de toujours bien considérer dans leur contexte de définition. En tant que roches au sens pétrologique, leur dénommage est lié à la classification de Streckeisen ; c'est celui qui est le plus couramment utilisé pour parler de ces matériaux.
Le volcanisme n'est pas une exclusivité de notre planète. On trouve ainsi parmi les météorites différenciées, des roches manifestement volcaniques, tout à fait analogues d'équivalents terrestres, comme des basaltes. L'exploration du Système solaire a permis de découvrir d'autres modalités de volcanisme, produisant des roches sans équivalent terrestre, notamment le cryovolcanisme.

## Classification
| Roche volcanique | Roche plutonique |
| ---------------- | ---------------- |
| rhyolite         | granite          |
| basalte          | gabbro           |
| trachyte         | syénite          |
| rhyodacite       | granodiorite     |
| andésite         | diorite          |

Lorsque l’on entend roche volcanique on pense, en général, à une roche sombre comme on en rencontre en Auvergne ou dans de nombreuses régions du monde. Ces roches sombres sont appelées "Basalte" au sens large. Les roches volcaniques recouvrent en fait une bien plus grande variété, d’où la nécessité de les classer. Ainsi les basaltes forment en fait une famille de roches aux caractéristiques géochimiques variées et de nombreuses roches sombres volcaniques ne sont pas pour autant des basaltes. Il faut ajouter que de nombreuses roches volcaniques sont claires ou prennent des teintes variées, loin de l'idée qu'on s'en fait au départ.
Face à plusieurs échantillons les roches peuvent être classées selon différents critères : composition chimique, minéralogique, mode de mise en place, texture, type de dépôt… Les classifications les plus utilisées aujourd’hui sont la classification minéralogique et la classification chimique. Cette dernière est très pratique car elle permet de traiter toutes les roches magmatiques (plutoniques ou volcaniques) de la même manière. Le passage avec la classification minéralogique est aisée grâce à la norme (en effet, contrairement aux roches plutoniques, la minéralogie des roches volcaniques ne permet pas un accès direct à la classification minéralogique à cause de la phase vitreuse; il faut donc utiliser un biais appelé « calcul de la norme ») décrite plus loin. L’une étant le reflet de l’autre, elles sont donc équivalentes dans leur emploi. Les tableaux présentés utilisent souvent la classification minéralogique car elle est plus expressive que la chimique et permet de faire des grandes classes de roches, mais il faut être conscient qu’à chaque frontière minéralogique correspond une frontière chimique. La classification minéralogique ou chimique permet de distinguer les origines et évolutions profondes du magma, indépendamment de son mode de mise en place. Au contraire, la classification basée sur les faciès volcaniques va nous renseigner sur son mode de mise en place en surface. Ainsi une rhyolite pourra se présenter sous forme d’une coulée de lave visqueuse, sous forme d’un dépôt de tuf volcanique ponceux soudé (ignimbrite), ou bien d’une coulée d’obsidienne sans aucun minéraux (verre volcaniques). Tout cela résulte de processus de mise en place superficiels différents, mais le magma d’origine est de même composition chimique à chaque fois, donc est issu d'un mode de formation en profondeur similaire.

### Autres types
- obsidienne
- ponce
- ignimbrite
- domite
- dacite

### Classification de l’UISG selon les principes deStreckeisen(minéralogique et chimique)
Pour classer les roches volcaniques ou effusives (de structure microlithique ou aphanitique), on peut utiliser le même principe que celui des roches magmatiques de profondeur (dites plutoniques ou phanéritiques), basé sur la présence ou non de certains minéraux majeurs et qui reflète le chimisme de la roche (saturation en silice, alcalinité…). Mais contrairement à ces dernières, la rapidité du refroidissement ne permet souvent que de cristalliser de petits cristaux, invisibles à l'œil nu, voire seulement du verre volcanique. C'est la mésostase. La mésostase est souvent accompagnée de phénocristaux, mais ceux-ci ne représentent qu'une petite partie de la roche. Pour déterminer précisément la roche il faut faire appel à une analyse chimique (on expliquera tout de même ultérieurement comment approcher du type de roche en regardant les phénocristaux lorsqu’ils sont visibles). La roche sera placée ensuite dans son champ pétrographique grâce au calcul de la norme. En effet, la classification des roches magmatiques étant basée sur la présence et l'exclusion des minéraux majeurs, il faut reconstituer la minéralogie de la roche comme si elle avait entièrement cristallisée. Par exemple, si nous considérons un basalte tholéitique, qui fait partie des roches sursaturées en silice, nous ne retrouverons jamais de phénocristaux de quartz dans la roche car la silice a tendance à rester dans la mésostase : c'est seulement avec le calcul de la norme qui fait apparaître des minéraux virtuels que nous pouvons correctement déterminer la roche.
Les principaux minéraux rencontrés dans les roches volcaniques et qui servent à établir la classification sont les suivants :
- quartz : (SiO2) ;
- feldspaths alcalins, orthose principalement : (Si3Al)O8 K ;
- plagioclases compris entre le pole albite (sodique) : (Si3Al)O8 Na 
et le pole anorthite calcique : (Si2Al2)O8 Ca ;
- pour les plagioclases, An<50 signifie que la roche est plus sodique que calcique (c’est-à-dire est que les plagioclases contenus dans la roche ont une composition plus proche de l'albite), An>50 l'inverse (c’est-à-dire une composition plus proche du pôle calcique, l'anorthite) ;
- feldspathoïdes (roches sous-saturées en silice) ;
- olivines, pyroxènes et amphiboles constituent les minéraux ferro-magnésiens qui apportent leur couleur sombre à la roche.

L'on distingue 3 grands champs majeurs, qui ont pour origine le degré de saturation en silice de la roche.
Ainsi une roche sera dite sur-saturée en silice si elle exprime du quartz (sous forme de phénocristaux comme dans la rhyolite ou seulement sous forme virtuelle ou normative comme dans les basaltes tholéitiques).
Une roche sera dite sous-saturée si elle contient des feldspathoïdes minéraux extrêmement déficitaires en silice.
Entre les deux se situent les roches dites saturées qui ne contiendront ni quartz ni feldspathoides (dans la limite d'une tolérance de 10 %) mais seulement des feldspaths minéraux beaucoup moins déficitaires en silice que les feldspathoïdes.
Aucune roche ne peut contenir à la fois des feldspathoïdes et du quartz, car il réagirait pour donner des feldspaths, c'est ce qui fait l'efficacité de cette classification grâce à l'exclusion mutuelle de ces deux minéraux.
Il ne faut pas non plus confondre saturation en silice et teneur en silice. Ainsi une roche à 60 % de silice (taux moyen pour une roche) pourra faire partie des trois catégories de roches énumérées. En effet, le terme de saturation exprime la richesse en silice par rapport aux alcalins et non sa teneur absolue. Une roche très riche en alcalins pourra ne pas exprimer de quartz (donc ne pas être sur-saturée) tout en ayant beaucoup de silice, par contre si la roche est très pauvre en alcalins le quartz pourra apparaitre dès de faibles taux en silice.
Ces trois champs énumérés sont ensuite recoupés en fonction de leur degré de différenciation qui est parallèle à la teneur en ferro-magnésiens. Ceci sera détaillé dans le chapitre consacré aux séries volcaniques.

La classification des roches à structure vitreuse ou cryptocristalline ne peut se faire qu'à partir de l'étude de leur composition chimique.
|                                         | Avec quartz et feldspaths.    | Avec feldspaths, sans quartz ni fedspathoïdes. | Avec feldspaths et fedspathoïdes.               | Avec fedspathoïdes, sans feldspath.                   |
| --------------------------------------- | ----------------------------- | ---------------------------------------------- | ----------------------------------------------- | ----------------------------------------------------- |
| Feldspaths alcalins seuls ou dominants. | Rhyolite                      | Trachyte                                       | Phonolite                                       | Néphélinite (avec néphéline) Leucitite (avec leucite) |
| Feldspaths alcalins et plagioclases.    | Rhyolite latitique Rhyodacite | Latite Trachyandésite                          | Téphrite (sans olivine) Basanite (sans olivine) | Néphélinite (avec néphéline) Leucitite (avec leucite) |
| Plagioclases seuls (An<50).             | Dacite                        | Andésite                                       | Téphrite (sans olivine) Basanite (sans olivine) | Néphélinite (avec néphéline) Leucitite (avec leucite) |
| Plagioclases seuls (An>50).             | Basalte tholéïtique           | Basalte                                        | Téphrite (sans olivine) Basanite (sans olivine) | Néphélinite (avec néphéline) Leucitite (avec leucite) |
|                                         | ---                           | Picrite                                        | Picrite                                         | Néphélinite (avec néphéline) Leucitite (avec leucite) |

Les 2 premières lignes du tableau ci-dessus correspondent à des roches leucocrates (roches claires, blanches à gris clair), la 3e à des roches leucocrates ou mésocrates (roches intermédiaires, grises), la 4e et la 5e à des roches mélanocrates (roches sombres, gris foncé à noires).

Les basaltes et les andésites constituent plus de 95 % des roches volcaniques.

### Classification chimique alcalins/silice
On retrouve naturellement les mêmes roches que précédemment, sauf que les champs se distinguent par leur composition chimique et non par la présence ou non de minéraux normatifs virtuels. En pointant directement la composition en silice et en alcalins, on trouvera directement le champ correspondant à la roche analysée sans le calcul de la norme. C’est aussi ce genre de diagramme qui permet de voir l’évolution des séries volcaniques.

### Classification selon le mode de mise en place
La mise en place des roches volcaniques peut se faire de manière variée selon la dynamique éruptive sous laquelle elles sont mises en place. On distinguera principalement les coulées de laves qui forment des roches massives qui se distingueront selon leur texture. Par contre, lors des phénomènes explosifs, la mise en place se fait à l’état solide formant des téphras qui se classeront plutôt selon leur granulométrie.

#### Texture des laves
Elle est généralement aphanitique , caractérisée par la présence de microlites, fines baguettes microscopiques constituées le plus souvent de plagioclases. Le fond de la roche est constitué d'une pâte amorphe (verre volcanique ou mésostase le plus souvent structure cryptocristalline).
Des phénocristaux, cristaux visibles à l'œil nu, sont plus ou moins fréquents suivant la composition de la roche.
Certaines roches, comme l'obsidienne, sont entièrement vitreuses.
Toutefois si certains cristaux sont visibles à l'œil nu on peut ajouter un adjectif qui est « porphyrique ».

## Principales roches volcaniques

Quelques exemples de roches volcaniques
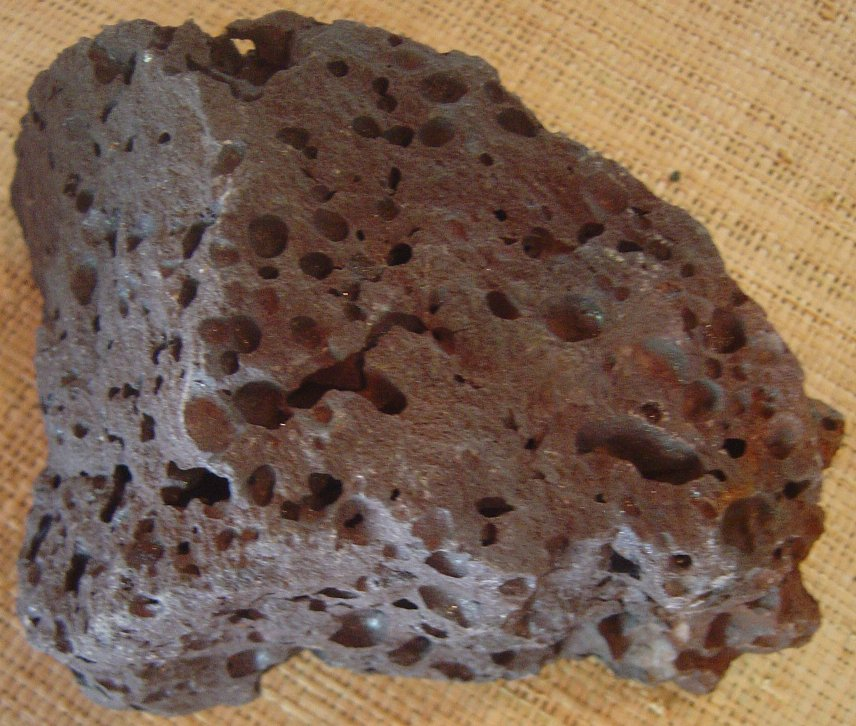
Basalte
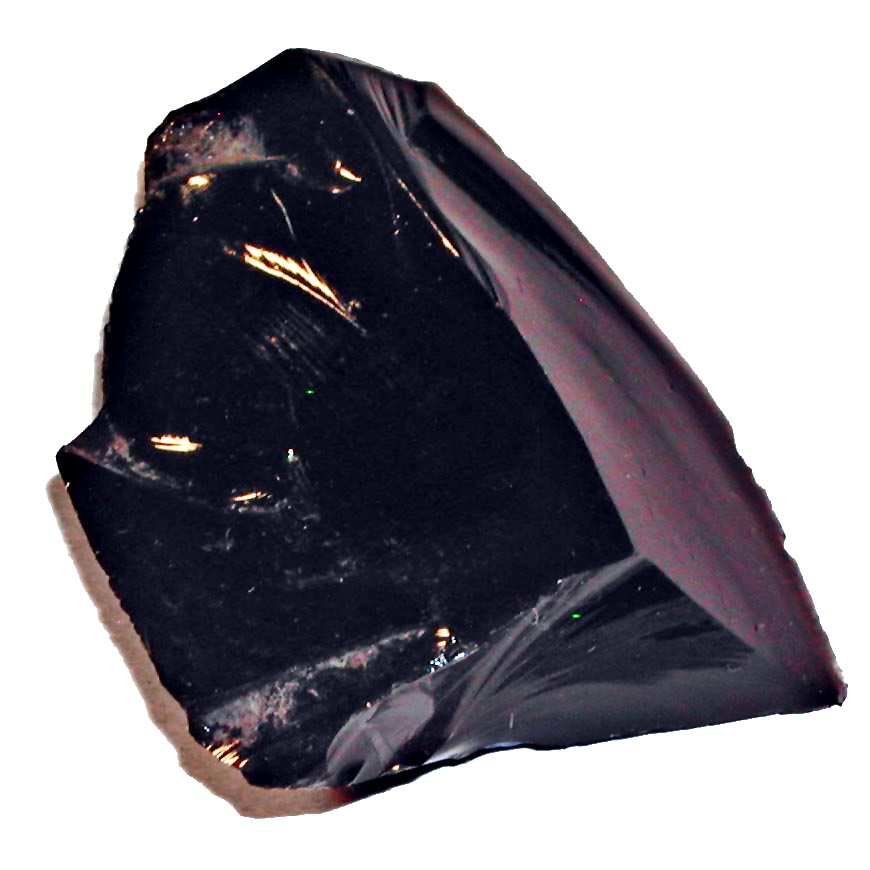
Obsidienne
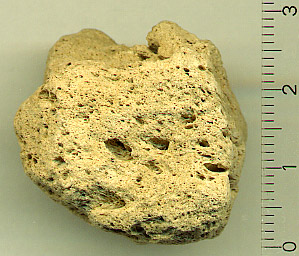
Ponce

### Basalte
C'est la roche volcanique la plus abondante. Elle représente 80 % des laves émises.
Le basalte est le principal constituant des planchers océaniques qui se forment au niveau de la dorsale océanique. Ainsi près de 60 % de la planète est recouverte d'une couche basaltique.
Les basaltes constituent aussi les grands massifs volcaniques nommés trapps, issus d'éruptions gigantesques comme dans le Deccan en Inde, d'une surface grande comme la France. Ils sont aussi les principaux constituants de nombreux volcans dans divers contextes géodynamiques.
Dans les gisements, le basalte se présente comme une roche sombre. Il est l'équivalent microlithique du gabbro. Dans la classification de Streckeisen, on trouve le basalte dans le champ des roches mésocrates et dans le domaine de saturation en silice, c'est-à-dire à feldspaths normatifs  seuls sans quartz ni feldspathoïdes. Chez les basaltes, le feldspath dominant est le plagioclase (feldspath calcique plus déficitaire en silice que le feldspath alcalin), contrairement aux andésites. On y rencontre aussi l'orthopyroxène normatif  et souvent l'olivine. Des phénocristaux de feldspaths (blancs) apparaissent sur le fond sombre de la roche formant le basalte dit « demi-deuil »
Mais on rattache à la famille du basalte les autres roches mésocrates :
- les basaltes sous-saturés en silice forment ainsi les basaltes alcalins (peu sous-saturés) et les basanites (très sous-saturés). Il apparaît donc des feldspathoïdes normatifs lors du calcul de norme ainsi que de l'olivine et du clinopyroxène. L'olivine apparaît souvent sous forme de phénocristaux donnant à la roche un aspect porphyrique, on parle alors d'océanite, basalte alcalin typique notamment de La Réunion. Les ankaramites[n 2] désignent les basaltes où apparaissent de grands cristaux d'augite (clinopyroxènes : c'est-à-dire contenant du calcium) que l'on rencontre dans les basaltes alcalins du Massif central ;
- les basaltes tholéitiques sont, eux, sursaturés en silice et contiennent du quartz normatifs. Ce sont eux qui forment les trapps et les planchers océaniques. L'olivine ne devrait plus apparaître dans ces basaltes ; dans les faits on peut la trouver de manière anecdotique.

Chimiquement, la silice diminue des basaltes tholéitiques en allant vers les basaltes au sens strict (dits transitionnels) puis les basaltes alcalins et les basanites. On passe ainsi de 52 % de Si à 40 % pour les basanites les plus pauvres. Au contraire le taux en alcalins (K et Na) augmente depuis les basaltes tholéitiques vers les basanites passant de 2 % à 5-6 %.

## Propriétés mécaniques
Les constantes élastiques des roches volcaniques dépendent peu de leur composition chimique ou minéralogique, mais significativement de leur porosité et de leur fracturation. Elles sont typiquement de l'ordre de : E = 5,4 GPa, ν = 0,3, G = 2,1 GPa et K = 4,5 GPa.

## Roches volcaniques extra-terrestres
La plupart des roches volcaniques présentes sur Terre sont d'origine terrestre, mais certaines météorites sont aussi des roches volcaniques, en provenance de Mars (comme les shergottites basaltiques), de la Lune (par ex., ALH A81005 (en)), de Vesta (notamment les eucrites) ou d'astéroïdes non identifiés (comme EC 002, la plus ancienne roche magmatique connue en 2021).
Les roches volcaniques doivent constituer aussi une majeure partie de la surface de Mercure et de Vénus, et l'intégralité de la surface de la lune jupiterrienne Io. Sur certains astéroïdes, l'eau apparaît comme une lave émise, et se solidifie en glace, formant des roches cryo-volcaniques. Aucune de ces roches volcaniques n'a encore pu être étudiée, faute d'échantillon sous forme de météorite, ou rapporté par une mission d'exogéologie.